# Atlas topographique de Lyon antique
Pour les articles homonymes, voir Atlas.
L'Atlas topographique de Lyon antique est un programme collectif de recherche (PCR) qui cartographie la ville de Lyon sur la période majeure d'expansion antique comprise entre le milieu du Ier et la fin du  IIe siècle apr. J.-C.
Les résultats de ce travail sont publiés sous le nom Atlas topographique de Lugdunum, dont le premier volume est sorti en février 2019.
Démarré en 2001, sur le modèle du programme inter-régional Atlas topographiques des villes de Gaule méridionale, il regroupe une trentaine de chercheurs. La première étape a consisté à cartographier l'agglomération de Lugdunum au 1/1000, les publiant avec des photos, des restitutions, des synthèses historiques, etc. Ensuite, des cartographies à la même échelle, mais plus denses, ont été réalisées pour la colline de Fourvière et la Presqu'île.

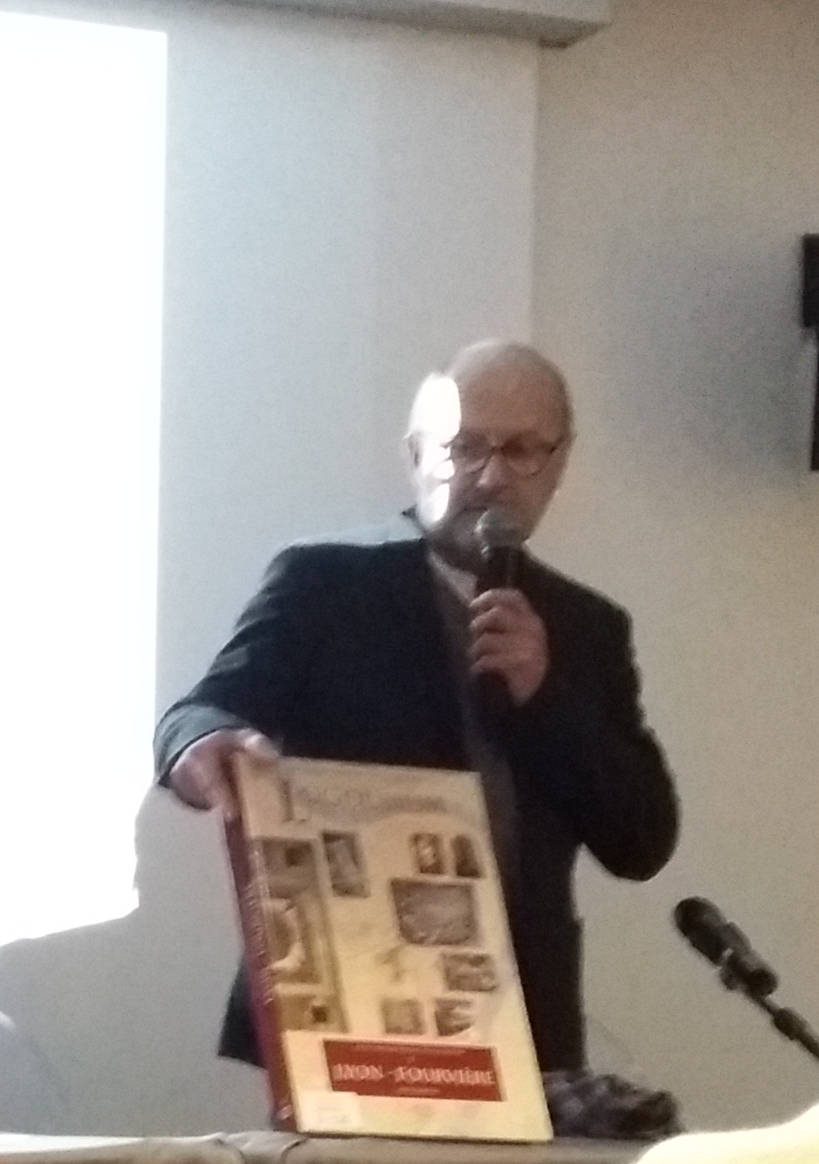
Michel Lenoble présentant le premier volume de l'Atlas.

## Histoire
L'atlas topographique de Lugdunum est lancé en 2001 par la DRAC Rhône-Alpes par la création d'un project collectif de recherche (PCR). Il a pour ambition de faire une synthèse des documents écrits lors des opérations d'archéologie préventive réalisés depuis la fin des années 1970 sur Lyon, soit environ un millier d'interventions.
Le cadre de ce travail est inspiré par celui d'un autre PCR, créé dans les années 1990 par des chercheurs du Centre Camille Jullian, qui a lancé les Atlas topographiques des villes de Gaule méridionale. Cette méthode de création d'atlas est elle-même issue de la Topographie chrétienne des cités de la Gaule créée par Noël Duval, Paul-Albert Février et Charles Pietri en 1975.

## Description
L'atlas topographique de Lyon vise à cartographier le développement urbain de la ville, de l'Antiquité au XVIIIe siècle. Pour l'instant, seul l'atlas antique a été lancé.
L'atlas de Lugdunum se concentre sur la période comprise entre le milieu du Ier siècle apr. J.-C. et inclut le IIe siècle. Cette période correspond à l'expansion maximale de la cité antique, le moment où tous les équipements étaient construits : l'amphithéâtre, le théâtre, l'odéon, l'hippodrome, les sanctuaires ou encore les thermes. Au vu de la quantité d'information disponible, la publication de l'atlas est découpée en quatre volumes : la colline de Fourvière, la Presqu'île et les quartiers fluviaux, le suburbium et les espaces funéraires, les vestiges de l'Antiquité et du haut Moyen Âge.
Cette publication vise à réunir l'ensemble des connaissances sur le sujet et servir de base de recherche pour les futurs travaux, en synthétisant les études réalisées par de nombreux intervenants : archéologues, historiens, épigraphistes, céramologues, géomorphologues, topographes, etc.

### Premier volume: Lyon - Fourvière

Espace urbanisé sur la période des premier et deuxième siècles, sur la carte du XXIe siècle (le volume 1 de l'Atlas cartographie Fourvière à l'intérieur de la boucle de la Saône, le volume 2 la partie située sur la Presqu'île).

Le premier volume se consacre à la ville haute, soit la colline de Fourvière, point central de la colonie fondée par Lucius Munatius Plancus. Il couvre une centaine d'hectares et va de la fondation de la colonie romaine en 43 av. J.-C. à la fin du IIIe siècle. Il comporte 950 illustrations et 13 feuilles principales au 1/1000 :
- Feuille 1 : quartier de La Sarra
- Feuille 2 : quartier de La Solitude
- Feuille 3 : quartier de l'Angélique
- Feuille 4 : quartier des Lazaristes
- Feuille 5 : quartier de Loyasse
- Feuille 6 A, 6 B, 6 C et 6 D : quartier du Verbe Incarné
- Feuilles 7 et 7 bis : Fourvière
- Feuille 8 : quartier de Saint-Barthélemy
- Feuilles 9 A, 9 B et 9 C : les théâtres romains
- Feuille 10 : quartier de l'Antiquaille
- Feuille 11 : quartier de la Visitation
- Feuille 12 A et 12 B : quartier des Farges
- Feuille 13 : grotte Bérelle

Ce volume a été officiellement publié le 11 février 2019 en présence d'une centaine de personnalités.

### Deuxième volume
Le deuxième volume, intitulé Presqu'île et quartiers fluviaux, qui est dirigé par Michèle Monin du Service archéologique de la ville de Lyon. Il couvre une période allant de la fin du Ier siècle à celle du IIIe siècle, englobant les découvertes de l'ensemble du Haut-Empire.
Il compte vingt-neuf feuilles au 1/1 000 (390 m en axe nord-sud par 270 m en axe est-ouest, surface de 10,5 ha) et une feuille au 1/2 000 (surface de 28 ha), réparties entre seize auteurs. Treize autres chercheurs s'associent aux auteurs pour introduire la géomorphologie de la presqu'île, sa protohistoire, le sanctuaire fédéral et l'autel ad confluentem, le sanctuaire fédéral et l'amphithéâtre des Trois Gaules, les inscriptions du sanctuaire dans le quartier d’Ainay, les sièges des corporations et canabae, le système hydraulique de la presqu’île et de la rive droite de la Saône, les réseaux viaires et les trames urbaines dans la ville basse de Lugdunum, le commerce et l'artisanat, les quartiers fluviaux, l'habitat ainsi que la numismatique.
- Feuille 14: La Butte
- Feuille 15: Les Chartreux
- Feuille 16: Les Carmélites
- Feuille 17: L'Amphithéâtre
- Feuille 18: Le Gros-Caillou
- Feuille 19: Les Subsistances
- Feuille 20: L'Homme de la Roche
- Feuille 21: Le défilé de Pierre-Scize
- Feuille 22: Saint-Viencent
- Feuille 23: Place Sathonay
- Feuille 24: Les Terreaux
- Feuille 25: L'Opéra
- Feuille 26: Quartier Gadagne
- Feuille 27: Le pont du Change
- Feuille 28: Saint-Nizier
- Feuille 29: Les Cordeliers
- Feuille 30: Saint-Jean
- Feuille 31: Les Célestins
- Feuille 32: Les Jacobins
- Feuille 33: Place de la République
- Feuille 34: Saint-Georges
- Feuille 35: Saint-Michel
- Feuille 36: Place Bellecour
- Feuille 37: La Charité
- Feuille 38: L'Hôtel-Dieu
- Feuille 39: Saint-Laurent-de-Choulans
- Feuille 40: Rue Vaudecour
- Feuille 41: Saint-Martin-d'Ainay
- Feuille 42: Place Gailleton
- Feuille 43: Le pont de l'Université

### Troisième volume
Intitulé Suburbium, il n'a pas encore de directeur.
Il traitera des quartiers périphériques à la colonie antique, notamment la plaine de Vaise, le vallon de Trion, les plateaux de Saint-Just-Saint-Irénée et la rive gauche du Rhône.

### Quatrième volume
Intitulé Antiquité tardive, haut Moyen Âge

## Publications
- Michel Lenoble (dir.), Atlas topographique de Lugdunum : 1 : Lyon - Fourvière, Dijon, Société archéologique de l'Est, coll. « Revue archéologique de l'Est - supplément » (no suppl. 47), 2019, 550 p. (ISBN 978-2-915544-41-1, ISSN 1773-6773, BNF 45696277).
- Michèle Monin, « Atlas topographique de Lyon/Lugdunum », ADLFI. Archéologie de la France - Informations. une revue Gallia,‎ 6 décembre 2023 (ISSN 2114-0502, lire en ligne, consulté le 10 janvier 2024).